# خيمية
الخيميات أو الفَصِيلَة الخَيْمِيَّة أو الصِّيوَانيَّة أو خَيْمِيَات (باللاتينية: Apiaceae) هي فصيلة نباتية من أشهر نباتاتها: البقدونس والكزبرة والشبت والجزر والكمون واليانسون والكرفس والكراويا والقزع .

## من أجناسها
- الخلة (باللاتينية: Ammi)
- الدبيق (باللاتينية: Bupleurum)
- الرُّؤَاسُ (باللاتينية: Sium)
- الزَّوْفَرَى (باللاتينية: Echinophora)
- الكاشريس (باللاتينية: Cachrys)

## معرض صور

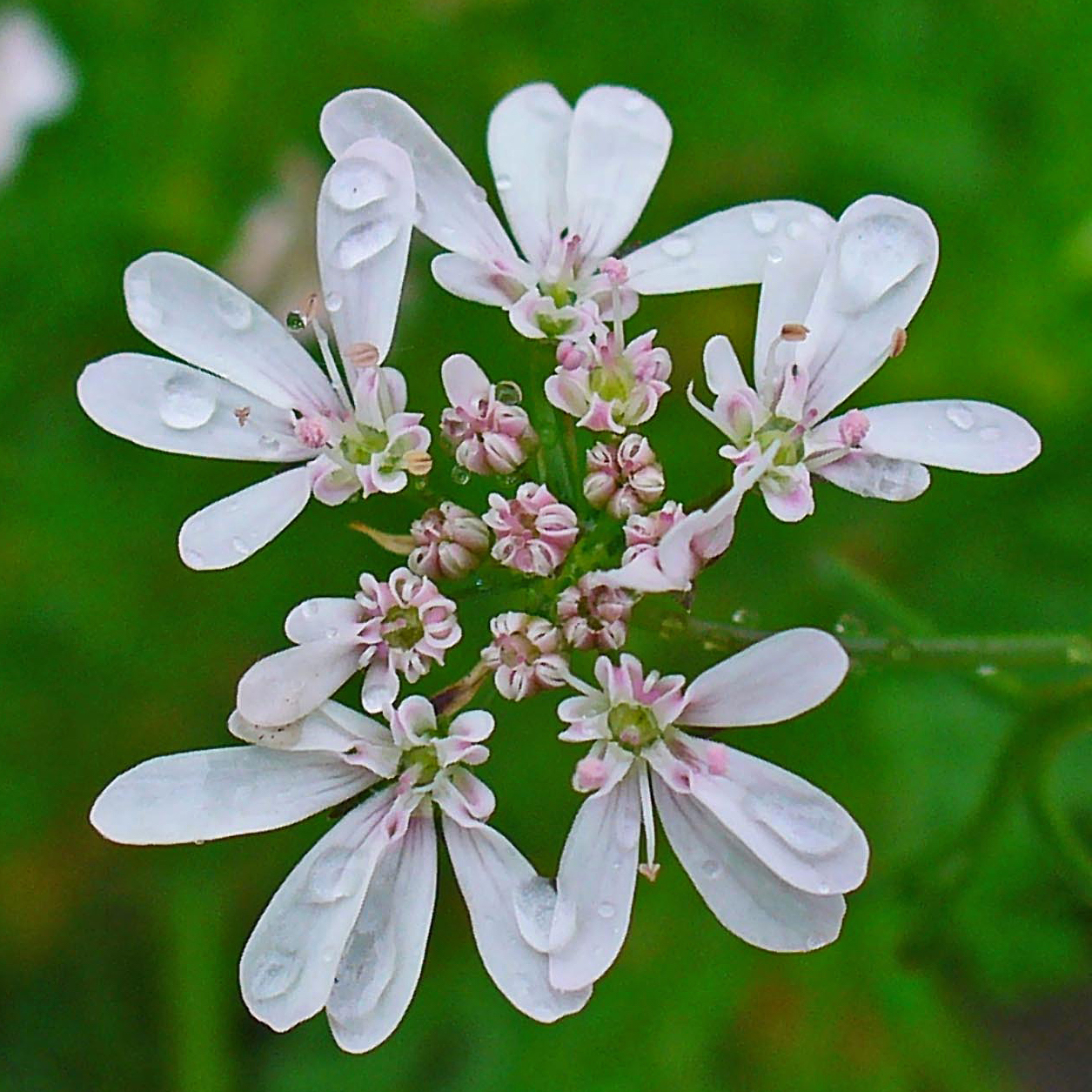
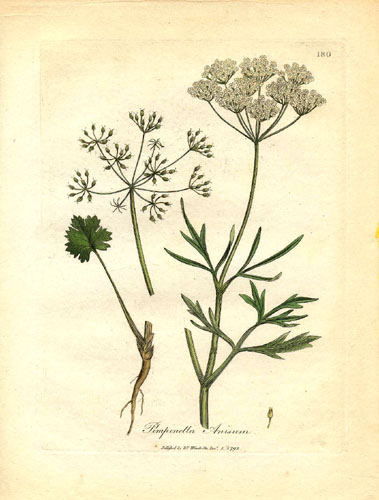
سون
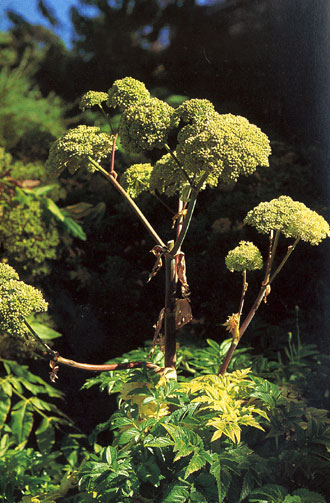